# Sigurd (fumetto)
Sigurd è una serie a fumetti d'avventura creata da Hansrudi Wäscher e incentrata sull'omonimo eroe epico Sigfrido. È una delle serie autoctone di maggior successo nella storia tedesca.

## Storia editoriale
La serie fu pubblicata a partire dall'ottobre 1953 dalla Walter Lehning Verlag, casa editrice specializzata in albi in formato a strisce, ottenendo un immediato successo e vendendo circa mezzo milione di copie ogni settimana. La prima serie fu pubblicata settimanalmente per 324 numeri fino al febbraio 1960.  Contemporaneamente era stata lanciata una ristampa a colori, che a partire dal numero 127 iniziò ad ospitare i nuovi episodi della serie.  La seconda serie terminò solo nel febbraio 1968 in seguito alla chiusura della casa editrice Lehning Verlag con il numero 257.
A partire dal 1980 la casa editrice Norbert Hethke Verlag acquisì i diritti della serie, ristampando le vecchie storie e facendo guadagnare al personaggio una nuova platea di appassionati. Una terza serie in formato a striscia prese ufficialmente il via nel 1993 e fu inizialmente affidata a Wäscher, che nel 2001 si ritirò dall'attività e fu sostituito da Ingraban Ewald (testi) e dall'argentino Daniel Müller (illustrazioni).